# 黎化南
黎化南（1909年—1978年11月26日），原名黎文明。湖北省长阳县大堰乡平洛村人。中国人民解放军开国少将。

## 生平
兄弟五人为老幺。三岁丧母。曾在私塾学校读书四年，后到宜都陆城的绸缎庄学徒三年期满转为店员。1927年初在宜都参加了县总工会店员工会。中国国民党清党后，回家赶骡子搞运输为业。1928年11月入党，在平洛发动20余名青年农民组成赤卫队。1929年7月在长阳参与西湾武装起义，成立红六军，带领10余名青年参军任班长、长阳县游击大队和长(阳）巴（东）游击队分队长。其大哥之子黎章荣、四哥黎文才均随黎文明参加红军后在战斗中阵亡。1932年9月随特委东下洪湖，编入湘鄂西红军警卫师。1933年2月编入红三军教导团。1934年随红二军团到湘鄂川黔，任红军湘鄂川黔游击纵队中队长，1934年9月在印江县木黄地区作战负重伤。1934年10月调红二军团司令部任管理员、管理科长、六师参谋、红六师供给部长等职。红三军第七师特务大队排长、红七师司令部副官、管理科科长，红二方面军司令部第四科科长，独立第一团团长。
抗战中，任八路军第120师358旅副官主任，358旅供给部部长。晋西北行政公署粮食局局长，晋绥行政公署财政处副处长、处长。第二次国共内战，任晋绥行政公署财政处长兼西北农民银行行长、西北贸易公司经理。1948年底任第一野战军后勤部部长。
1949后，任军委防空部队后勤部代部长、中国人民解放军铁道兵后勤部部长，国防部办公厅副主任兼管理局局长，总参谋部管理局局长。政协第五届全国委员会委员、中国人民解放军总参谋部管理局顾问。1955年，授予中国人民解放军少将。

## 家人
夫人袁光轩：1940年结婚。1985年病逝。